# Manuel Martínez Gargallo
Manuel Martínez Gargallo (1904 Madrid-post 1974) fue un juez y humorista español que alcanzó notoriedad tras la guerra civil española por su papel en la represión franquista, en particular como presidente del tribunal que condenó a muerte a Miguel Hernández. 
Como escritor y humorista, usó el pseudónimo de "Manuel Lázaro". Se le considera miembro de la llamada "Otra generación del 27", la de los humoristas discípulos de Ramón Gómez de la Serna, formada por Edgar Neville, Miguel Mihura, Pedro Muñoz Seca, Tono y Enrique Jardiel Poncela, entre otros.

## Carrera literaria: "Manuel Lázaro"
Martínez Gargallo alcanzó cierta fama en los años 1920 cuando, bajo el seudónimo de Manuel Lázaro, publicó narraciones humorísticas en publicaciones como Buen Humor, Cosmópolis, Ondas, Gutiérrez, La voz, Cinegramas, ABC o Blanco y Negro, La Gaceta Literaria o Nuevo Mundo.
Adscrito a la llamada "otra generación del 27", junto a escritores y artistas como Edgar Neville, Miguel Mihura o Enrique Jardiel Poncela, fue además amigo íntimo de César González-Ruano y Camilo José Cela. 

Mi amigo, en la actualidad magistrado, Manuel Martínez Gargallo, fue en los años de su juventud -y de la mía- un escritor humorista de talento feliz. Publicaba sus breves cuentos con preferencia en la revista Buen Humor (...) Martínez Gargallo, que firmaba sus trabajos con el pseudónimo Manuel Lázaro, era el que abordaba los temas más audaces, el que inventaba los argumentos más disparatados, el que, en suma, reía más fuerte y hacía reír a los lectores de aquella publicación.
Miguel Pérez Ferrero "Donald". ABC, 3 de septiembre de 1954

Tras la guerra, quizá por su espinoso pasado, y pese a que nadie lo conocía por su pseudónimo, renunció a escribir y fue un asiduo de tertulias madrileñas como la del café Gijón, donde se reencontró con César González Ruano, y la del Café Europeo de la glorieta de Bilbao, 

## Carrera judicial, guerra civil y represión
Martínez Gargallo se licenció en Derecho en la Universidad Central de Madrid, donde conoció a su gran amigo César González Ruano
En marzo de 1931, poco antes de la proclamación de la Segunda República, ingresó en la carrera judicial tras ganar la oposición a juez, siendo destinado a Murias de Paredes (León). De allí pasó en 1935 a Ávila, ciudad donde se encontraba al estallar la guerra civil.
Tras el alzamiento militar de 1936 y el inicio de la Guerra, viajó a Madrid y se unió en la sierra al bando franquista y trabajó como juez de instrucción en Calahorra (1936). Movilizado por los sublevados, llegó al grado de capitán del cuerpo jurídico. 
Al terminar la contienda fue nombrado juez instructor del Tribunal Especial de Prensa, órgano judicial encargado de perseguir y depurar a aquellos periodistas, humoristas y escritores que se hubieran significado en su apoyo a la Segunda República Española. Martínez Gargallo dictó un total de una treintena de penas de muerte —de las que se ejecutaron once— y varias docenas de condenas a 20 y 30 años de prisión.

### Condena a muerte de Miguel Hernández
Martínez Gargallo presidió el tribunal que, en marzo de 1940, condenó a muerte al escritor Miguel Hernández. La pena, posteriormente conmutada por 30 años de prisión, fue refrendada por el resto de miembros del tribunal, entre los que se encontraba el secretario judicial Antonio Luis Baena Tocón. Cabe señalar que dicho consejo de guerra se saldó con la imposición de diecisiete penas de muerte, todas firmadas por Martínez Gargallo.

### Condena a muerte de Diego San José
Otro de los procesos a su cargo tuvo como acusado al escritor y periodista Diego San José, a quien había conocido en Madrid en los años 1920 y quien había mantenido notorias diferencias literarias con César González-Ruano, amigo íntimo de Manuel Martínez Gargallo. Condenado a una pena inicial de 12 años de cárcel el 14 de agosto de 1939, Diego San José volvió a ser juzgado por el Tribunal Especial de Prensa. Su antiguo conocido, Martínez Gargallo, pidió y obtuvo la pena de muerte para el acusado, a pesar de los votos particulares de dos de los cinco componentes del Tribunal. Uno de los argumentos de Martínez Gargallo fue que el acusado había "redifundido Fuenteovejuna, en una serie de novelas cortas que contribuyeron no solo a prolongar la resistencia contra el Ejército Nacional, sino a engañar a los lectores de buena fe acerca de las intenciones del Movimiento Nacional iniciado el 18 de julio de 1936". San José solo se libró del paredón gracias a la intervención de varias figuras públicas del momento, encabezadas por el fundador de la Legión José Millán-Astray, de quien había sido biógrafo antes de la guerra civil.

### Condena a muerte de Enrique Martínez Echevarría
Enrique Martínez Echevarría y Martínez Gargallo se conocían bien, ya que el primero (dibujante de prestigio para el diario ABC) había ilustrado uno de sus libros. Esto no impidió que Martínez Gargallo pidiese la pena de muerte para el dibujante, pena que posteriormente fue conmutada.

## Vida posterior
Tras ser desmovilizado a fines de 1941, fue nombrado Juez de Primera Instancia e instrucción en Orotava (Tenerife), pasando posteriormente a ser Fiscal Provincial de Tasas de Las Palmas de Gran Canaria en 1943. Su siguiente destino, en 1964, fue el Servicio de Inspección de la Disciplina de Mercado y en 1967 pasó a ser magistrado en Gerona, y ocupó cargos como el de fiscal de tasas en Mallorca, donde amistó con Camilo José Cela, o magistrado en Gerona hasta su jubilación en 1974.